# Miharu (Fukushima)
Miharu (三春町 Miharu-machi?) es un municipio situado en el distrito de Tamura, en la prefectura de Fukushima, Japón. Tiene una población estimada, a inicios de agosto de 2023, de 16 505 habitantes.

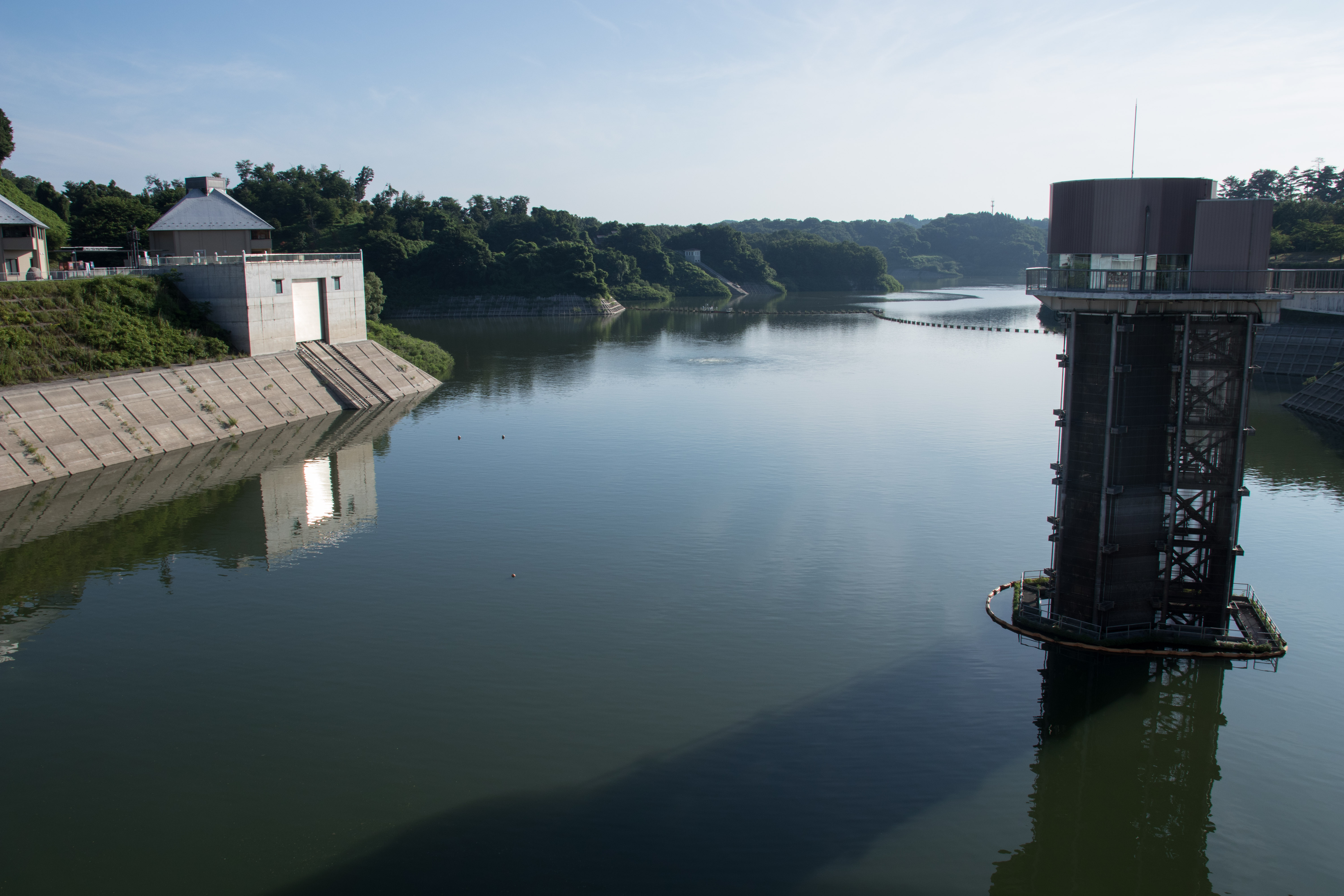
Represa de Miharu

Su superficie total es de 72.76 km².

## Geografía

### Municipios adyacentes
- Kōriyama
- Tamura
- Motomiya
- Nihonmatsu

## Demografía
Según datos del censo japonés, la población de Miharu ha disminuido en los últimos años.
| Año del censo | Población |
| ------------- | --------- |
| 1995          | 20.124    |
| 2000          | 19.976    |
| 2005          | 19.194    |
| 2010          | 18.191    |
| 2015          | 18.304    |
| 2020          | 17.018    |
| 2023 (est.)   | 16.505    |